# Христина Станкевич
Христина Станкевич (біл. Крысціна Станкевіч; нар. 1998, м. Молодечно) — військовослужбовиця Збройних Сил України з Білорусі, речниця полку імені Кастуся Калиновського. Має позивний Чабор.

## Біографічні відомості
Народилась у місті Молодечно. Після закінчення школи навчалася у коледжі в Мінську. Потім працювала бухгалтером та заочно навчалася на відділенні Білоруського державного економічного університету. Відрахована з 4-го курсу університету у 2020 році, у той же час виїхала з країни та брала участь у протестах.
З початку повномасштабного російського вторгнення на територію України займалась волонерською діяльністю в одному з варшавських фондів та допомагала українським біженцям і, на той час, батальйону імені Кастуся Калиновського. Спочатку до білоруських добровольців, що захищають Україну, долучився чоловік Христини, пізніше вона сама подала анкету та долучилася до полку імени Кастуся Калиновського, де отримала посаду речниці.